# Brunei aux Jeux olympiques d'été de 2016
Le Brunei participe aux Jeux olympiques d'été de 2016 à Rio de Janeiro.
Aucun sportif ou équipe n'est parvenu à réaliser à se qualifier pour les jeux mais le pays a reçu une invitation de la part de la commission tripartite pour envoyer un joueur de badminton en simple messieurs.

## Athlétisme

### Homme

#### Course
| Athlètes              | Compétitions | Tour préliminaire | Tour préliminaire | Série   | Série | Demi-finales | Demi-finales | Finale  | Finale  |
| --------------------- | ------------ | ----------------- | ----------------- | ------- | ----- | ------------ | ------------ | ------- | ------- |
| Athlètes              | Compétitions | Temps             | Série             | Temps   | Série | Temps        | Série        | Temps   | Série   |
| Mohamed Fakhri Ismail | 100 mètres   | 10 s 92           | 3e                | 10 s 95 | 9e    | Éliminé      | Éliminé      | Éliminé | Éliminé |

### Femme

#### Course
| Athlètes             | Compétitions | Série   | Série | Demi-finales | Demi-finales | Finale   | Finale   |
| -------------------- | ------------ | ------- | ----- | ------------ | ------------ | -------- | -------- |
| Athlètes             | Compétitions | Temps   | Rang  | Temps        | Rang         | Temps    | Rang     |
| Maizurah Abdul Rahim | 200 mètres   | 28 s 02 | 8e    | Éliminée     | Éliminée     | Éliminée | Éliminée |

## Badminton
C'est la première fois que le Brunei est représenté dans ce sport.
| Athlète        | Compétition   | Phase de groupes             | Phase de groupes          | Phase de groupes | Phase de groupes | 1/8 de finale    | Quarts de finale | Demi-finales     | Finale           | Finale  |
| Athlète        | Compétition   | Adversaire Score             | Adversaire Score          | Adversaire Score | Rang             | Adversaire Score | Adversaire Score | Adversaire Score | Adversaire Score | Rang    |
| -------------- | ------------- | ---------------------------- | ------------------------- | ---------------- | ---------------- | ---------------- | ---------------- | ---------------- | ---------------- | ------- |
| Jaspar Yu Woon | Simple hommes | battu par Abián 12-21, 10-21 | battu par Hu 16-21, 15-21 | exempt           | 3e Gr. D         | Éliminé          | Éliminé          | Éliminé          | Éliminé          | Éliminé |